# Styloptygma beatrix
Styloptygma beatrix is een slakkensoort uit de familie van de Pyramidellidae. De wetenschappelijke naam van de soort is voor het eerst geldig gepubliceerd in 1911 door Melvill.